# Elingamite
Die Elingamite war ein Schraubendampfer mit einer Größe von 2.585 Bruttoregistertonnen. Er wurde 1887 gebaut, der Eigner war Huddart Parker. Das Schiff sank 1902 vor der Nordküste Neuseelands mit einer beträchtlichen Menge Münzen und Gold an Bord. Das Wrack der Elingamite ist ein beliebter Tauchplatz.

## Untergang
Die Elingamite verließ Sydney frühmorgens am 5. November 1902 auf ihrer üblichen Route über die Tasmansee nach Auckland. Kapitän war Ernest Atwood. An Bord waren 136 Passagiere und 58 Mannschaftsmitglieder sowie eine Ladung von 52 Kisten Münzen für Banken in Neuseeland, darunter 6.000 goldene Halb-Sovereigns.
Am Vormittag des 9. November geriet das Schiff plötzlich in dichten Nebel. Die Geschwindigkeit wurde auf halbe Kraft gedrosselt. Dennoch lief das Schiff auf West Island, eine Insel der Three Kings Islands, etwa 35 Seemeilen (65 km) nördlich von Cape Reinga / Te Rerenga Wairua, der Nordspitze der Nordinsel Neuseelands, auf Grund und sank innerhalb 20 Minuten. Die Menschen an Bord konnten sich auf Rettungsboote und Flöße retten, die die Überlebenden auf die Inseln, einige auch auf das Festland brachten. Eines der sechs Rettungsboote ging verloren. Insgesamt starben 28 Passagiere und 17 Mannschaftsmitglieder. Der Kapitän blieb bis zuletzt an Bord und wurde von einem Rettungsboot aus dem Meer gefischt.

## Rettung
Unter Kommando des Ersten Offiziers L. Berkett wurde Rettungsboot Nr. 2 ausgeschickt, um Hilfe zu holen. Das Boot fuhr um das North Cape und dann südlich nach Houhora. Es landete nördlich des Mount Camel und mehrere Insassen liefen zum Hotel in Houhora, um Alarm zu schlagen. Die Familie Evans schickte ein Telegramm nach Auckland und Rettungsschiffe wurden auf den Weg geschickt, die Penguin, Omapere und Clansman. An der Such- und Rettungsaktion nahm außerdem der Hilfsschoner der Flotte der Subritzkys, die Greyhound, teil.
In Houhora schickten die Einwohner mittlerweile einen Reiter nach Awanui, um die Mannschaft der Greyhound zu alarmieren, die man im Hafen wusste. Man wusste auch, dass das Passagierschiff Zealandia die Küste Richtung Australien hinauffuhr und bald den Mount Camel passieren würde. Mitglieder der Familien Wagener, Northwood und McIntosh fuhren mit dem Walboot von Peter McIntosh aufs Meer hinaus und konnten den Kapitän der Zealandia informieren, der sofort mit voller Geschwindigkeit nach Norden fuhr. Die Besatzung des Walbootes musste aus eigener Kraft die 25 Seemeilen an die Küste zurückfahren. Das Boot ist heute im Auckland War Memorial Museum ausgestellt.
Am Abend des 10. November 1902 wurde Alfred Subritzky, Kapitän der Greyhound alarmiert. Man fand die Tide jedoch für die Ausfahrt völlig ungeeignet. Dennoch stakte man das Schiff den Awanui River hinab und setzte alle Segel, eine Rahe an Steuererbord und eine an Backbord, den Wind genau von achtern und die Hilfsmaschine laufend. Obwohl der Kiel die Sandbank an der Flussmündung streifte, schaffte das Schiff es auf das offene Meer.
Die Greyhound traf zuerst am Unglücksort ein und barg drei tote Männer, die später aufgrund von Dokumenten als Green, Parker und C. Johnson identifiziert wurden. Subritzky wollte die Leichen der Clansman übergeben und die Suche weiter draußen auf dem Meer fortsetzen, der Kapitän der Clansman wollte sie jedoch nicht übernehmen und die Greyhound kehrte wegen der beginnenden Verwesung der Reste nach Awanui zurück. Die drei Toten wurden dort von der Mannschaft des Schiffes und Reverend Merton in einem anonymen Grab im Kirchhof von Saint Joseph’s beigesetzt.

## Nachspiel
Eine zweimonatige gerichtliche Untersuchung des Vorfalles begann am 28. November in Auckland. Kapitän Atwood wurde einer grob fahrlässigen Schiffsführung und anderer Vergehen für schuldig befunden und sein Kapitänspatent aufgehoben. Acht Jahre später stellte die Australian Naval Station fest, dass die Three Kings-Inseln in den Karten falsch eingezeichnet waren. 1911 vermaß das Schiff Terra Nova das Gebiet und fand die Gruppe der Three Kings eine und eine viertel Meile weiter südlich und eine drittel Meile östlich der Position auf Atwood’s Seekarte. Die Untersuchung wurde daraufhin wiederaufgenommen und man stellte fest, dass das Schiff nie gesunken wäre, wenn die Karten korrekt gewesen wären. Atwood wurde daraufhin freigesprochen und wurde später Schiffsgutachter in Wellington, wo er in den 1930er Jahren starb.

## Bergung
Im Laufe der Zeit gab es übertriebene Geschichten über nicht registrierte Edelmetallbarren an Bord, auch der Wert der Münzen an Bord wurde übertrieben. Diese waren 17.320 Pfund, im Jahre 2004 etwa zwei Millionen US-Dollar, wert. Seit fast 30 Jahre ist das Wrack der Elingamite ein Platz für Abenteuertaucher (Position 34° 11′ 9,8″ S, 172° 1′ 53,7″ O) und manchmal werden noch einige der verstreuten Münzen gefunden. Der verstorbene Kelly Tarlton organisierte mehrere Bergungsexpeditionen an das Wrack, das heute nach mehreren Eigentümerwechseln und einer Auktion der Rechte durch die Versicherungsgesellschaft, die das Schiff ursprünglich versichert hatte, Privateigentum ist.